# Enterramientos y memoriales en la abadía de Westminster
Honrar a personas destacadas con enterramientos o memoriales en la abadía de Westminster es una tradición británica de varios siglos.

## Historia

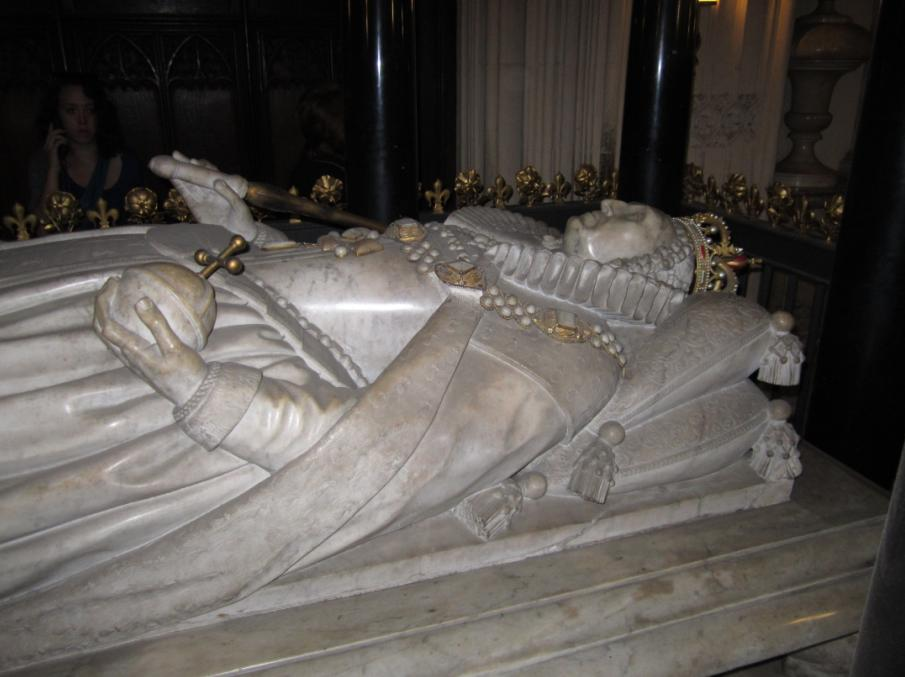
Efigie funeraria de la reina Isabel I.

Enrique II reconstruyó la abadía de Westminster para dedicarla al rey santo Eduardo el Confesor, cuyas reliquias fueron colocadas en el santuario y se encuentran actualmente en una cripta bajo el mosaico cosmatesco de 1268 frente al altar mayor. El propio Enrique II fue enterrado cerca, en un espléndido sepulcro con su efigie. Muchos de los reyes de la dinastía Plantagenet están enterrados en la abadía, así como sus cónyuges y otros familiares. Desde la época de Eduardo el Confesor hasta la muerte de Jorge II en 1760, la mayor parte de los monarcas de Inglaterra fueron enterrados en la abadía, con algunas excepciones, como es el caso de Eduardo IV, Enrique VIII y Carlos I, que están enterrados en la capilla de San Jorge del castillo de Windsor. Todos los monarcas fallecidos después de Jorge II fueron enterrados en Windsor, la mayoría en la capilla de San Jorge, aunque la reina Victoria y Eduardo VIII reposan en Frogmore, donde la familia real tiene también un cementerio privado.
A partir de la Edad Media se empezó a inhumar aristócratas en capillas dentro de la iglesia, mientras que los religiosos y personas relacionadas con la abadía se enterraban en el claustro y otras zonas. Uno de ellos fue el poeta Geoffrey Chaucer, enterrado en la abadía puesto que vivía en su recinto, ya que ocupaba el puesto de maestro de obras reales. Otros poetas, escritores y músicos fueron enterrados o homenajeados con placas memoriales en el entorno de Chaucer, en la zona conocida como Rincón de los poetas. Entre ellos,  W. H. Auden, William Blake, Robert Burns, Lord Byron, Charles Dickens, John Dryden, George Eliot, T. S. Eliot, Thomas Gray, Gerard Manley Hopkins, Samuel Johnson, John Keats, Rudyard Kipling, Jenny Lind, John Masefield, John Milton, Laurence Olivier, Alexander Pope, Nicholas Rowe, Percy Bysshe Shelley, Thomas Shadwell, William Shakespeare, Alfred Tennyson y William Wordsworth. En la iglesia también se han inhumado músicos de la abadía, como Henry Purcell.
El hecho de ser enterrado o conmemorado en la abadía de Westminster  se convirtió en uno de los mayores honores del Reino Unido.
La práctica de inhumar a las figuras nacionales en la abadía comenzó en la época de Oliver Cromwell con el enterramiento del almirante Robert Blake en 1657. La práctica se extendió a generales, almirantes, políticos, doctores y científicos como Isaac Newton, enterrado el 4 de abril de 1727 y Charles Darwin, enterrado el 19 de abril de 1882.
En la abadía reposan los restos de ocho primeros ministros: William Pitt el Viejo, William Pitt el Joven, George Canning, Lord Palmerston, William Gladstone, Andrew Bonar Law, Neville Chamberlain y Clement Attlee.
A principios del siglo XX, por razones de espacio, se hizo habitual inhumar restos incinerados en lugar de féretros. En 1905, el actor Henry Irving fue el primero en ser enterrado de esta forma en la abadía, lo que marcó un punto de inflexión, ya que tras la muerte de Joseph Dalton Hooker en diciembre de 1911, el cabildo de la abadía le ofreció una tumba en la nave, cerca de la de Charles Darwin, a condición de que fuera incinerado antes. Su esposa rechazó la oferta, por lo que Hooker fue enterrado en el cementerio de la iglesia de St. Anne, en Kew. Aunque actualmente la mayoría de los restos inhumados en la abadía son cenizas, aún se llevan a cabo enterramientos tradicionales. En 2014, Frances Challen, esposa del clérigo de Westminster Sebastian Charles, fue enterrada junto a su marido en el ala sur del coro. La familia Percy, duques de Northumberland, posee una cripta familiar en la capilla de San Nicolás.
Cerca de la entrada principal, en la puerta oeste, en el centro de la nave, se encuentra la tumba del soldado desconocido, un soldado británico no identificado muerto en un campo de batalla europeo durante la Primera Guerra Mundial. Este soldado fue enterrado en la abadía el 11 de noviembre de 1920, y aunque en el suelo de la abadía hay numerosas tumbas, la suya es la única que está prohibido pisar.

## Enterramientos
- Ver también:

### Monarcas y consortes
La siguiente lista enumera los reyes ingleses, escoceses y británicos, así como sus consortes, enterrados en la abadía:
- Seberto de Essex
- Eduardo el Confesor y su esposa, Edith de Wessex
- Enrique III de Inglaterra
- Eduardo I de Inglaterra y su esposa, Leonor de Castilla
- Eduardo III de Inglaterra y su esposa, Felipa de Henao
- Ricardo II de Inglaterra y su esposa, Ana de Luxemburgo
- Enrique V de Inglaterra y su esposa, Catalina de Valois
- Eduardo V de Inglaterra
- Ana Neville, esposa de Ricardo III de Inglaterra
- Enrique VII de Inglaterra y su esposa, Isabel de York
- Eduardo VI de Inglaterra
- Ana de Cléveris, esposa del rey Enrique VIII
- María I de Inglaterra
- Isabel I de Inglaterra

En el siglo XIX, los investigadores que buscaban la tumba de Jacobo I abrieron parcialmente la cripta que contiene los restos de Isabel I y María I de Inglaterra. Los féretros de plomo estaban apilados, el de Isabel sobre el de su hermanastra.
- Jacobo I de Inglaterra y VI de Escocia y su esposa, Ana de Dinamarca

La tumba de Jacobo I de Inglaterra estuvo perdida varios siglos. En el siglo XIX, tras la excavación de muchas de las criptas subterráneas, se encontró su féretro de plomo en la capilla de Enrique VII.
- Carlos II de Inglaterra y Escocia
- María II de Inglaterra y Escocia
- Guillermo III de Inglaterra y II de Escocia
- Ana de Gran Bretaña y su esposo, el príncipe Jorge de Dinamarca
- Jorge II de Gran Bretaña y su esposa, Carolina de Brandeburgo-Ansbach

### Otros monarcas y consortes
- María I de Escocia
- Isabel Estuardo, hija de Jacobo I

### Nave
En la nave se ubican los siguientes enterramientos:
| - Alfonso, conde de Chester (su corazón está enterrado en Blackfriars, Londres) - Edmund Allenby, vizconde Allenby - John André - Francis Atterbury - Clement Attlee, conde de Attlee - Charles Barry - Ernest Bevin - Andrew Bonar Law - Angela Burdett-Coutts - Neville Chamberlain - Thomas Cochrane, conde de Dundonald - Charles Darwin - Joost de Blank - Freeman Freeman-Thomas, marqués de Willingdon - George Graham - John Herschel | - Ben Jonson, inhumado en posición vertical - David Livingstone, su corazón está enterrado en Zambia - Charles Lyell - Isaac Newton - Herbert Plumer, vizconde Plumer - Ernest Rutherford, barón Rutherford de Nelson - George Gilbert Scott - Robert Stephenson - Ludovic Stewart, duque de Lennox - George Edmund Street - Joseph John Thomson - William Thomson, barón Kelvin - Thomas Tompion - El soldado desconocido - Beatrice Webb - Sidney James Webb, barón Passfield - Stephen Hawking |

### Crucero norte
En el transepto o crucero norte se ubican los siguientes enterramientos:
- Robert Stewart, vizconde de Castlereagh y marqués de Londonderry
- George Canning
- Charles John Canning, earl Canning
- William Pitt «el Viejo», earl de Chatham
- William Gladstone
- Edmundo de Lancaster
- William Pitt «el Joven»
- John Malcolm
- William Murray, earl de Mansfield
- Hugh Vaughan
- William Wilberforce

### Crucero sur

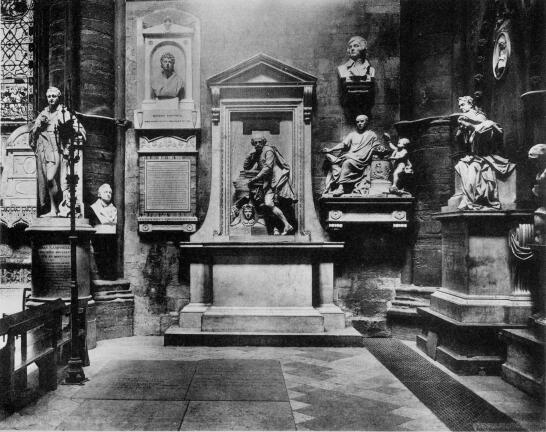
Poets' Corner (El Rincón de los poetas).

En el transepto o crucero sur, conocido como Poets' Corner o «Rincón de los poetas», se ubican los siguientes enterramientos:
| - John André - Robert Adam - Robert Browning - William Camden - Thomas Campbell - Geoffrey Chaucer - William Congreve - Abraham Cowley - William Davenant - John Denham - Charles Dickens - Michael Drayton - John Dryden - Adam Fox - David Garrick | - John Gay - Gabriel Goodman - Georg Friedrich Händel - Thomas Hardy, su corazón está enterrado en Stinsford - Henry Irving - Samuel Johnson - Rudyard Kipling - Thomas Macaulay - John Masefield - Anne Oldfield - Laurence Olivier, Barón Olivier - Thomas Parr - Richard Brinsley Sheridan - Edmund Spenser - Alfred Tennyson, barón Tennyson |

### Claustro

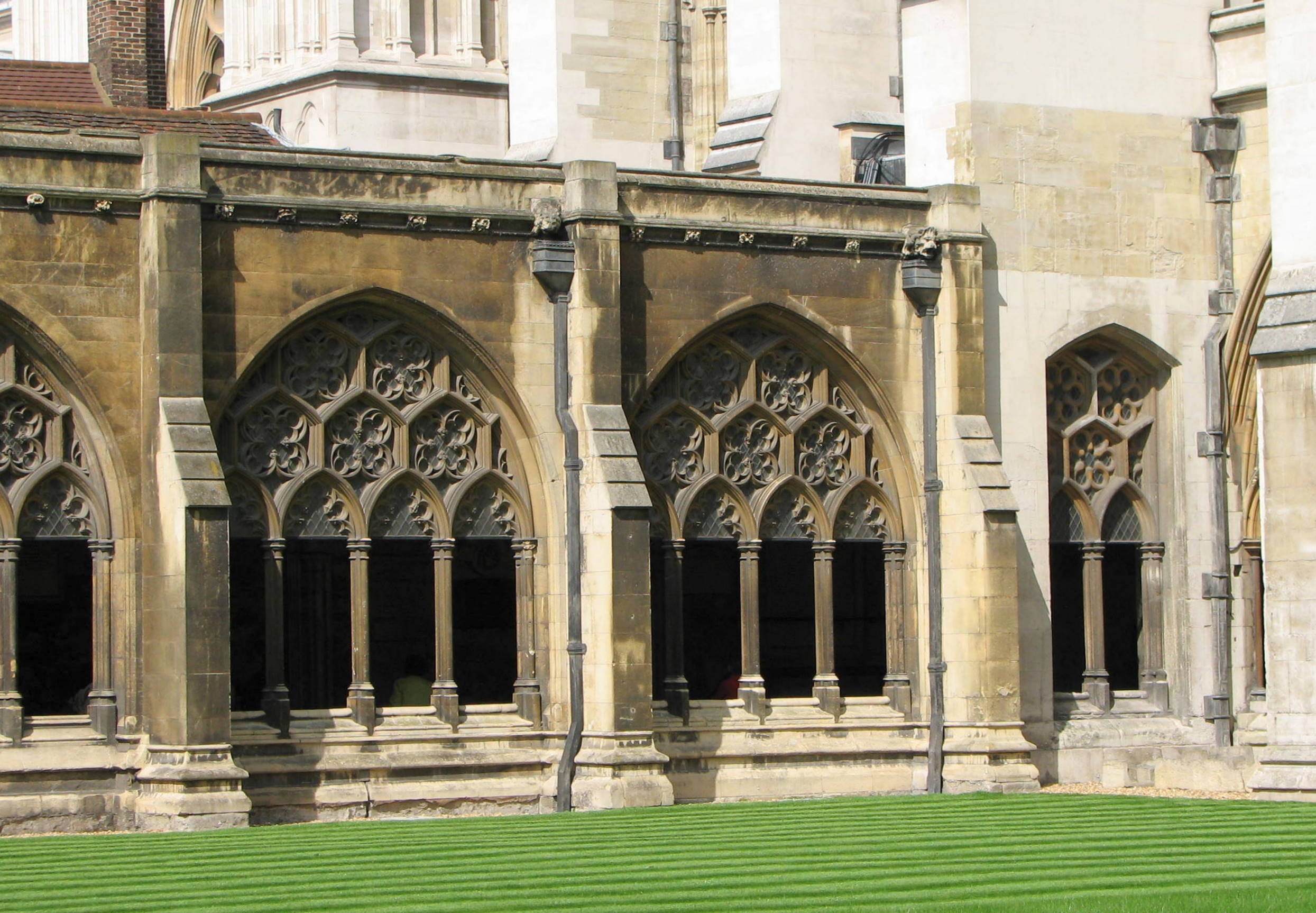
Claustro y patio de la abadía de Westminster.

En el claustro se ubican las siguientes tumbas:
- Edmund Ayrton[7]
- Aphra Behn
- John Burgoyne
- Muzio Clementi
- Percy Dearmer
- Ian Fraser, barón Fraser de Lonsdale
- Howard Nixon
- Johann Peter Salomon
- William Shield
- John Thorndike
- William Turner
- James Wright[8]

### Nave norte del coro
En el ala norte del coro se ubican los siguientes enterramientos:
- Henry Purcell
- Ralph Vaughan Williams
- William Sterndale Bennett

### Nave sur del coro
En el ala sur del coro se ubican los siguientes enterramientos:
- Andrew Bell
- James Kendall
- Paul Methuen
- Cloudesley Shovell
- Sybil Thorndike
- Charles Whitworth, barón Whitworth[9]

### Capillas del deambulatorio
En las capillas del deambulatorio se ubican las siguientes tumbas:

#### Capilla de San Juan Bautista
- Thomas Cecil, earl de Exeter, caballero de la Orden de la Jarretera, lord Burghley
- Lady Dorothy Neville Cecil, primera esposa de Sir Thomas Cecil

#### Capilla de San Nicolás

##### Cripta Northumberland
Lista de enterramientos:
- George Seymour, vizconde Beauchamp (único hijo de Algernon Seymour, duque de Somerset)
- Algernon Seymour, VII duque de Somerset
- Frances Seymour, de soltera Thynne, duquesa de Somerset, esposa de Algernon Seymour
- Elizabeth Anne Frances Percy, hija del I duque de Northumberland
- Elizabeth Percy, de soltera Seymour, duquesa de Northumberland
- Lady Elizabeth Percy, hija de Algernon Percy, I conde de Beverley
- Lady Charlotte Percy, hija de Hugh Percy, II duque de Northumberland
- Hugh Percy, I duque de Northumberland
- Henry Percy, hijo de Hugh Percy, II duque de Northumberland
- Louisa Margaret Percy, hija de Algernon Percy, I conde de Beverley
- Lord Algernon James Percy, hijo de George Percy, V duque de Northumberland, llamado Lord Lovaine
- Henry Algernon Pitt Percy, hijo de George Percy, V duque de Northumberland
- Margaret Percy, hija de George Percy, V duque de Northumberland
- Isabella Susanna Percy, de soltera Burrell, condesa de Beverley, esposa de Algernon Percy, I conde de Beverley
- Hugh Percy, II duque de Northumberland
- Elizabeth Percy, hija de Hugh Percy, II duque de Northumberland
- Frances Julia Percy, de soltera Burrell, duquesa de Northumberland, 2.ª esposa del II duque de Northumberland
- Hugh Percy, III duque de Northumberland
- Agnes Buller, de soltera Percy, hija de Hugh Percy, II duque de Northumberland, esposa del general F.T. Buller
- Algernon Percy, IV duque de Northumberland
- Charlotte Florentia Percy, de soltera Clive, duquesa de Northumberland
- George Percy, V duque de Northumberland
- Henry Percy, caballero de la Orden del Baño
- Louisa Percy, hija de George Percy, V duque de Northumberland
- Louisa Percy, de soltera Drummond, duquesa de Northumberland, esposa de Algernon George Percy, VI duque de Northumberland
- Algernon Percy, VI duque de Northumberland
- Alan Ian Percy, VIII duque de Northumberland
- Helen Magdalen Percy, de soltera Gordon-Lennox, duquesa de Northumberland
- Hugh Percy, X Duke of Northumberland
- Elizabeth Diana Percy, duquesa de Northumberland, de soltera Montagu Douglas Scott

#### Capilla de San Pablo
- Katherine Percy, de soltera  Neville, condesa de Northumberland, hija de John Neville, IV barón Latimer, y esposa de Henry Percy, VIII earl de Northumberland[5]

#### Otras capillas del deambulatorio
- Robert Ayton
- Leonor de Bohun
- Ana de Cléveris
- Lionel Cranfield, I earl de Middlesex
- Juan de Eltham, earl de Cornwall
- Rowland Hill
- Simon Langham
- Edward Talbot, VIII earl de Shrewsbury
- William de Valence, I earl de Pembroke
- Catalina de Valois
- George Villiers, I duque de Buckingham
- Katherine Villiers, duquesa de Buckingham

### Capilla mariana de Enrique VII
En la capilla de Enrique VII se ubican los siguientes enterramientos:
- Antonio Felipe de Orleans, duque de Montpensier, hermano del rey  Luis Felipe I de Francia
- Joseph Addison, enterrado en una tumba del extremo norte. También hay una estatua  de Addison realizada en mármol blanco en el Poets' Corner
- Margarita Douglas, condesa de Lennox, enterrada con su hijo Carlos en el extremo sur
- Hugh Dowding, I barón Dowding
- George Monck, I duque de Albemarle
- George Savile, I marqués de Halifax
- Guillermo de Gloucester, hijo de la reina Ana
- Hugh Trenchard, I vizconde Trenchard
- Charles Worsley (no existe placa que señale el lugar de la inhumación)

## Monumentos
Las siguientes personas tienen un monumento en la abadía, o fueron honradas con un servicio en su memoria, pero están enterradas en otro lugar:

### Monumentos individuales

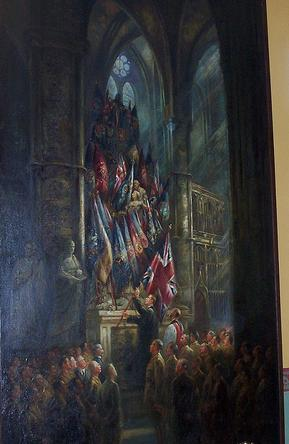
Pintura de Emily Warren que representa la colocación de la bandera canadiense en el monumento a James Wolfe en la abadía de Westminster. El cuadro se exhibe en el Royal Military College de kingston (Ontario).

- Christopher Anstey, enterrado en la iglesia de St. Swithin de Bath
- Peggy Ashcroft, incinerada en el crematorio de Golders Green, Londres
- W.H. Auden, enterrado en Kirchstetten (Austria)
- Jane Austen, enterrada en la catedral de Winchester, Hampshire
- Robert Baden-Powell y su esposa Olave Saint Claire Soames, ambos enterrados en Nyeri (Kenia)[10]
- Stanley Baldwin, cuyas cenizas están depositadas en la catedral de Worcester, en Worcestershire
- Robert Blake tiene una lápida en su honor en el pasillo sur del coro. Fue enterrado en la abadía y reinhumado en 1661 en la iglesia de Santa Margarita de Westminster
- William Booth, enterrado en el cementerio de Abney Park de Hackney (Londres)
- Benjamin Britten, barón Britten de Aldeburgh, enterrado en la iglesia parroquial de Aldeburgh
- Charlotte Brontë, Emily Brontë, Anne Brontë;  Charlotte y Emily están enterradas en Haworth, y Anne reposa en Scarborough
- Lord Byron, enterrado en Hucknall, Nottinghamshire
- Winston Churchill, enterrado en Bladon, Oxfordshire
- John Clare, enterrado en el cementerio de la iglesia de S. Botolph de Helpston, Cambridgeshire
- Edward Cooke, enterrado en Calcuta
- Noël Coward, enterrado en el recinto de su propiedad de Jamaica
- William Cowper, representado en una vidriera inaugurada por George W. Childs en 1875, está enterrado en Dereham, Norfolk
- Diana de Gales, enterrada en Althorp, Northamptonshire
- Richard Dimbleby, enterrado en el cementerio de la iglesia de S. Peter de Lynchmere, Sussex Occidental
- Paul Dirac, enterrado en Tallahassee (Florida)
- Benjamin Disraeli, I earl de Beaconsfield, enterrado en Hughenden Manor, en Buckinghamshire
- Francis Drake, inhumado en el mar frente a Portobelo, Panamá
- Edward Elgar, enterrado en la iglesia católica de S. Wulftan en Little Malvern, Worcestershire
- John Franklin, probablemente inhumado en el mar cerca de la Isla del Rey Guillermo (Canadá)
- Adam Lindsay Gordon, enterrado en Australia
- El matemático George Green, enterrado en su Nottinghamshire natal
- John Harrison, enterrado en la iglesia de S. John de Hampstead, al norte de Londres
- Evelyn Levett Sutton, prebendario de Westminster y capellán de la Cámara de los Comunes. Se desconoce su lugar de inhumación.
- C.S. Lewis, enterrado en el cementerio de la iglesia de la Trinidad de Headington, en Oxford
- Henry Wadsworth Longfellow, enterrado en Cambridge (Massachusetts)
- George Herbert, representado en una vidriera  inaugurada por George W. Childs en 1875
- Ramsay MacDonald, enterrado en Spynie, Grampian
- Louis Mountbatten, I conde Mountbatten de Birmania, enterrado en la abadía de Romsey.
- William Shakespeare, enterrado en Stratford-upon-Avon en Warwickshire
- Dylan Thomas, recordado en una placa descubierta en 1982, está enterrado en Laugharne
- Thomas Totty, enterrado en la capilla de la Guarnición Real de Portsmouth, Hampshire
- Charles Wesley, enterrado en Old Marylebone, Londres
- John Wesley, enterrado en la City Road Chapel, Londres
- Oscar Wilde, representado en una vidriera inaugurada en 1995, está enterrado en el  Cementerio del Père-Lachaise de París
- James Wolfe, enterrado en la iglesia de S. Alfege de Greenwich, Londres
- Adrian Boult, que cedió su cuerpo a la ciencia

### Poetas de la I Guerra Mundial
El 11 de noviembre de 1985 se inauguró una lápida de piedra en el Poets' Corner del crucero sur en recuerdo y homenaje a 16 poetas de la Gran Guerra.
- Richard Aldington, enterrado en Francia
- Laurence Binyon, autor del poema For the Fallen («A los caídos»), enterrado en Reading, Berkshire
- Edmund Blunden, enterrado en Long Melford, Suffolk
- Rupert Brooke, autor del poema The Soldier («El soldado»), enterrado en Esciros (Grecia)
- Wilfrid Wilson Gibson
- Robert Graves, autor de Yo, Claudio y único de los 16 poetas que estaba vivo en el momento de la conmemoración, enterrado en Deyá, Mallorca (España)
- Julian Grenfell, enterrado en Boulogne-sur-Mer, Francia
- Ivor Gurney, enterrado en Twigworth, Gloucestershire
- David Jones, enterrado en Crofton Park, Lewisham
- Robert Nichols
- Wilfred Owen, autor de Dulce et Decorum Est («Es dulce y honorable») y  Anthem for Doomed Youth («Himno de la juventud maldita»), enterrado en Ors (Francia)
- Herbert Read, enterrado en Stonegrave, Yorkshire del Norte
- Isaac Rosenberg, enterrado en Paso de Calais (Francia)
- Siegfried Sassoon, enterrado en Mells, Somerset
- Charles Sorley, también honrado en el monumento de Loos-en-Gohelle (Francia)
- Edward Thomas, enterrado en el cementerio militar de Agny (Francia)

### Mártires delsigloXX

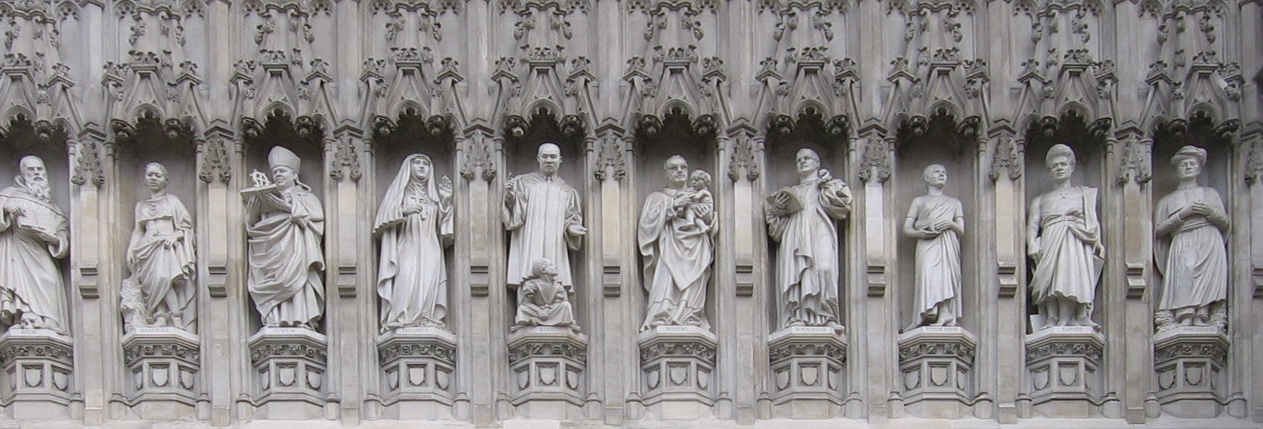
Los mártires del.

Sobre la puerta principal del oeste se exhiben las estatuas de diez mártires del siglo XX. De izquierda a derecha:
- San Maximiliano María Kolbe, fallecido en 1941
- Manche Masemola, fallecida en 1928
- Janani Luwum, fallecido en 1977
- Isabel Fiódorovna Románova, gran duquesa de Rusia, fallecida en 1918
- Martin Luther King, fallecido en 1968
- Óscar Romero, fallecido en 1980
- Dietrich Bonhoeffer, fallecido en 1945
- Esther John, fallecida en 1960
- Lucian Tapiedi, fallecido en 1942
- Wang Zhiming, fallecido en 1973

## Trasladados a otro emplazamiento fuera de la abadía
El rey Haroldo Harefoot estuvo enterrado en la abadía, pero su cuerpo fue desenterrado, decapitado y arrojado a una ciénaga en junio de 1040. El cuerpo fue rescatado y reinhumado en la iglesia de S. Clement Danes de Westminster.
En la abadía se enterraron numerosos partidarios de Crowmell, que fueron desenterrados en 1661 por orden del rey Carlos II y sepultados en una fosa en el cementerio de la iglesia de S. Margaret, cercana a la abadía. Una moderna placa en la pared exterior de la iglesia enumera a los que fueron desenterrados:
- Oliver Cromwell, Lord Protector
- Robert Blake[12]
- John Pym

En noviembre de 1869, a petición del deán de Westminster y con la aprobación de la reina Victoria, el filántropo George Peabody fue enterrado temporalmente en la abadía, antes de ser trasladado a Salem (Massachusetts).